# KYLD
KYLD, conosciuta anche come Wild 94.9, è un'emittente radiofonica statunitense con sede a San Francisco e che trasmette nella San Francisco Bay Area.
Nel 2006 aggiunge alla principale un'altra radio minore, "WiLD en Espanol", che punta ad attirare il pubblico ispanico, sostituita nel 2007 da "FuZiC", che punta a lanciare nuove hit.

## Storia

### L'originale KSAN
La frequenza ha ospitato una stazione leggendaria nell'ambito della musica rock, la KSAN, dal 1968 al 1980, fino alla sua svolta country. Nel 1980 KSAN si sposta sulla frequenza 107.7 FM, lasciando la 94.4 FM a KYLD.

### WiLD 107
KYLD ha iniziato a trasmettere sulla frequenza 107.7 FM, inizialmente con il nome di KSOL; nel 1993 la stazione viene comprata da Allen Shaw's Crescent Communications che l'anno successivo ha cambiato il nome in quello attuale. Acquistano anche KSQL, radio di San Jose di proprietà della Viacom, acquisendo così anche la frequenza 107.7 nella zona sud della San Francisco Bay Area. Quando cambia il nome Da KSOL a WiLD 107 la radio suona Wild Thing di Tone Lōc per 3 giorni di fila. Il direttore del programma Rick Thomas ed il direttore musicale Michael Martin sono stati i primi dirigenti della radio che hanno messo fine al dominio della KMEL.

### Dal 1997
Nel 1996 la radio viene venduta a Chancellor Media, la stessa proprietaria di KMEL, che diventa così una radio sorella anziché concorrente. Nell'estate 1997 KYLD cambia frequenza da 107.7 a 94.9 FM, allargando così la copertura del segnale. La programmazione musicale comprende R'n'B, rap, dance, pop. Dal 2006 la radio è in competizione con la KFRC.